# Agonía

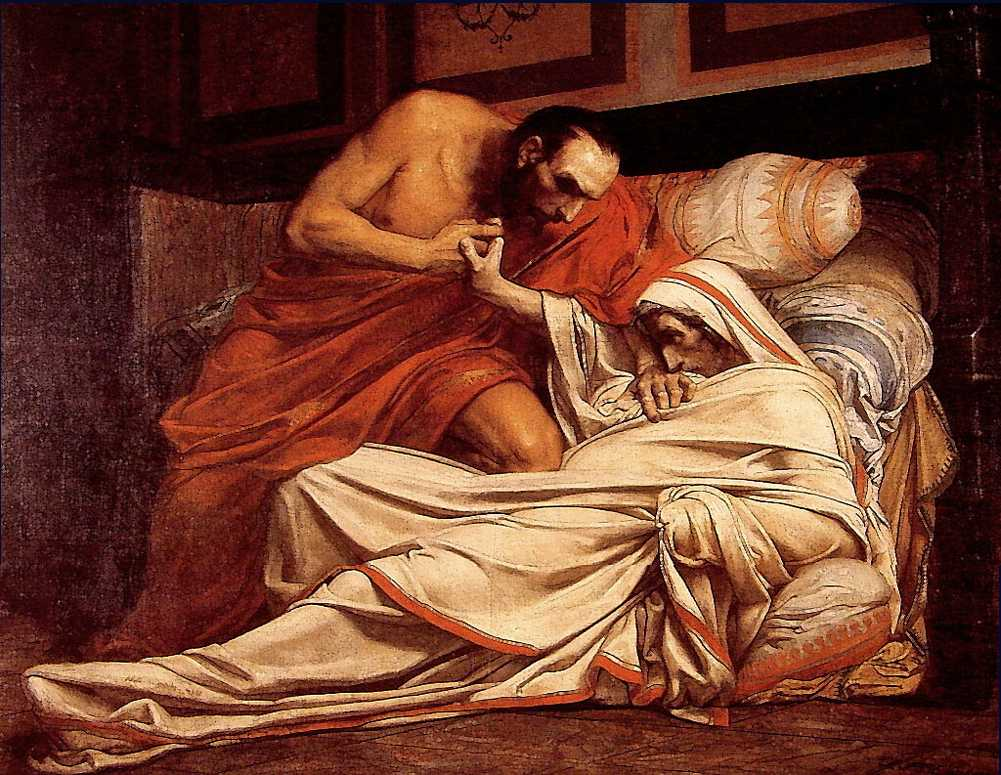
La muerte de Tiberio de J. Paul Laurens

La agonía (del Griego αγωνία, agonía "el sufrimiento extremo") es el estado que inexorablemente conlleva a la muerte, las causas de la agonía son múltiples desde enfermedades graves como la sepsis hasta los accidentes graves. 
El proceso agónico no tiene un tiempo límite pero dependiendo de la causa pueden ser cortos o largos.  
Algunos autores la consideran como la fase final de la vida, mientras que otros la interpretan como la etapa inicial del proceso de fallecimiento. La definiremos como el "Pródromos de la Muerte", entendiendo este término como el periodo intermedio entre la vida y la muerte. En este contexto, es posible que se pronuncien las últimas palabras de una persona antes de su deceso, las cuales pueden poseer un significado o simbolismo especial para quienes lo rodean.
Este término simboliza el sufrimiento insoportable, y es usado para describir un dolor extremo, ya sea interno o externo. Una persona agoniza cuando está gravemente herida o enferma, cuando sufre mutilaciones o torturas, o cuando experimenta un grave trauma en su cuerpo o su mente.
Si bien la agonía puede o no ser duradera, y eventualmente producirse una recuperación o mejora de la salud, por lo general se la asocia a un estado irreversible, que culminará.

## Características
- Sirve para determinar si la muerte ha sido rápida o lenta.
- En este período, hay una serie de manifestaciones de la fisiología normal o patológica del organismo.
- Hay discordancia entre las funciones circulatoria, respiratoria y nerviosa.
- Hay anoxia tisular y respuesta del organismo para defenderse de ella: respiración de Cheyne-Stokes, que es una respiración acelerada que da lugar a un estertor cadavérico producido por la presencia de las secreciones bronquiales. Es una respiración terminal, en la que se da una lucha por la supervivencia.
- Taquicardia, carfología (movimiento incontrolado de las manos, por ejemplo arrugando las sábanas o como intentando asir objetos), dilatación de ollares, pulso filiforme, hipotensión y arritmias.
- Desaparición de sensibilidad, supresión de movimientos espontáneos y reflejos (más típico supresión del reflejo corneal).
- Olor cadavérico en el aire espirado, ya que se están produciendo en ese momento fenómenos de degradación, aunque el individuo esté aún vivo.
- Hipotermia lenta, según la temperatura del ambiente y la clase de la muerte, va disminuyendo la temperatura corporal. En un paciente que muere con convulsiones, el descenso de la temperatura es más lento, porque convulsionando se aumenta dicha temperatura.

## Determinación del tiempo de la agonía a la muerte
Se determinan mediante unas pruebas analíticas denominadas Docimasias; las cuales son pruebas tendentes a averiguar la duración de la agonía basadas en manifestaciones físico-químicas.
- Hepáticas: análisis de reservas de glucosa y glucógeno en el hígado. En agonías largas, hay tiempo a que el glucógeno se libere; mientras que en agonía corta no da tiempo.

- Urinarias: análisis de glucosa y alfa 17-cetosteroides, fosfatos, etc. En agonías lentas hay glucosuria y aumento de dichos parámetros.

- Pericárdicas: líquido en pericardio. Esto indica una muerte lenta.

- Otras: ATP, ADP, AMP, fosfolípidos, LDH, etc.

Realmente, con las tres primeras, se puede evaluar perfectamente si la agonía ha sido lenta o corta. Nos sirve porque, generalmente, las agonías largas se asocian a ensañamiento (agresión o daño intencionado).
No en todos los casos de muerte se da la agonía y, en algunos casos, es tan corta que no se considera.

## En Medicina

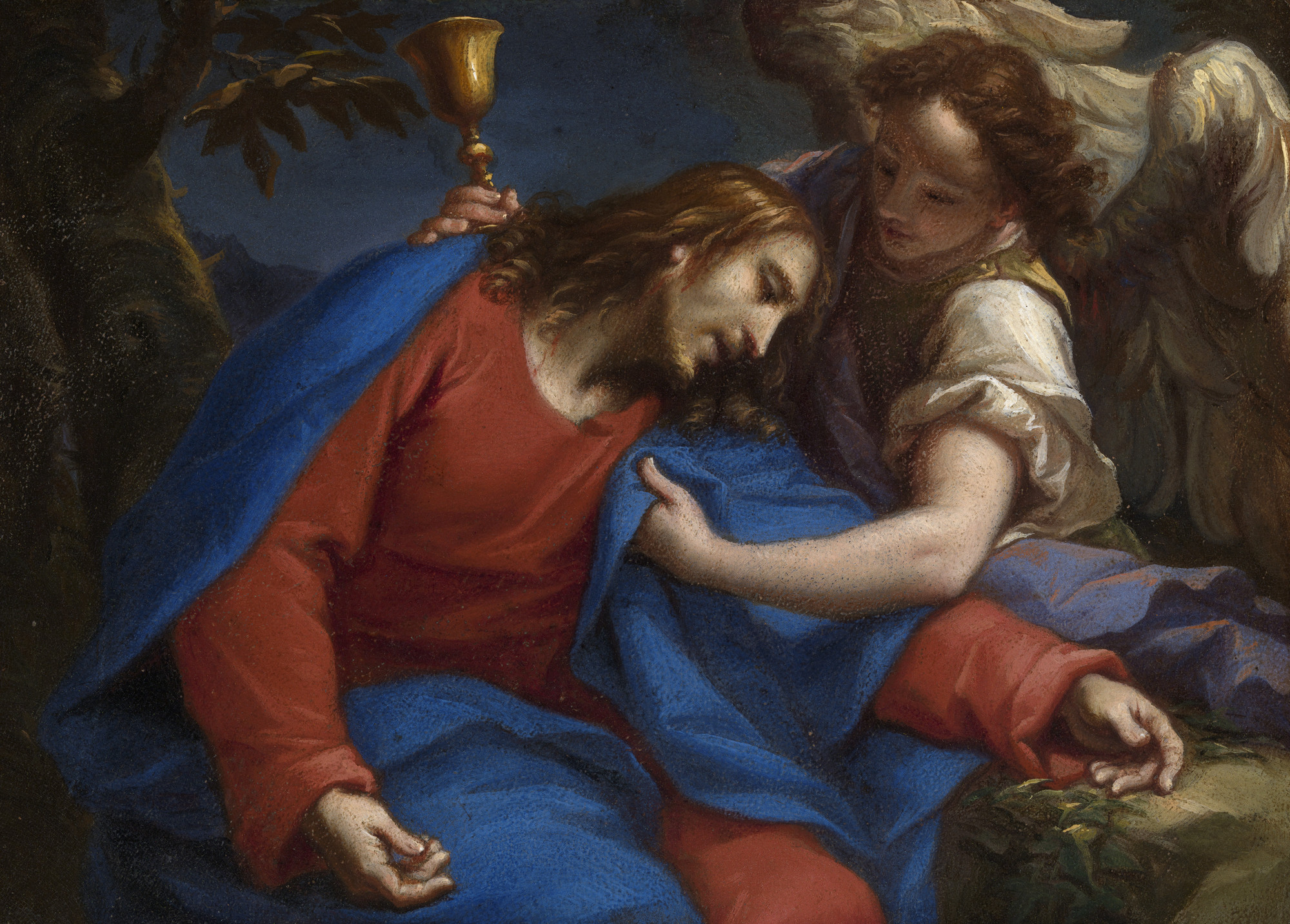
Agonía de Jesús en el Jardín

Agonía se refiere a un conjunto de cambios psicofísicos que suceden antes de la muerte previsible. Este momento de la enfermedad no tiene relación directa con el sufrimiento, ya que se puede pasar por ella sin padecer, por ejemplo, dolor. Siempre hay síntomas que están presentes, como la falta de interés, la dificultad para alimentarse, algunos trastornos de tipo psiquiátrico como el delirio, etc.

## En Religión
El término agonía es mencionado en multitud de religiones, sobre todo en las regiones antiguas Greco Romanas:
- Para los cristianos, la agonía es la "Pasión de Cristo", mediante la cual Jesús cargó con los pecados de la humanidad.
- Los judíos por su parte usan esta palabra para referirse a la persecución y matanza étnica que les infligieron los alemanes durante la hegemonía del Tercer Reich.